# Бушма Аліна
Алі́на Бу́шма (6 грудня 2000) — українська гравчиня у сквош.

## З життєпису
Народилась 2000 року. У складі збірної України взяла участь у чемпіонаті Європи 2014 року, вперше зіграла у «PSA World Tour» 2016-го.
Міжнародні турніри
- Swiss Junior Open 2014 — 1 місце
- Belgian Junior Open 2015 — 2 місце,
- German Junior Open 2017 — 3 місце.

У Мальме (Швеція) на турнірі суперсерії зі сквошу серед юніорів «NJO2018» вперше здобула золото в жіночій категорії GU-19 (тоді четверта ракетка європейського рейтингу). В усіх 4-х матчах Аліна подолала всіх своїх суперниць з рахунком 3:0.
У липні 2019 року досягла найвищого місця у світовому рейтингу зі 114-м результатом.
Учасниця Всесвітніх ігор 2017, програвши в першому раунді Джої Чану..
Входила до складу збірних на чемпіонати Європи 2018 та 2019 років. Представляла Україну на індивідуальному чемпіонаті Європи 2019 року. В 1/8 фіналу її перемогла Анна Серме. 2019 року стала 1-ю ракеткою в європейському рейтингу «ESF Junior 2018-19» серед дівчат.
З 2019 року вивчає комп'ютерні технології та технології безпеки в Дрексельському університеті, за який також активно грає в коледж-сквош.